# Early Days: Best of Led Zeppelin Volume One
Early Days: Best of Led Zeppelin Volume One je výběrové album anglické rockové skupiny Led Zeppelin. Bylo vydáno vydavatelstvím Atlantic Records dne 23. listopadu 1999. Písně na tomto albu jsou vybrány z produkce Led Zeppelin v období mezi lety 1968 - 1972.
Album debutovalo na 71. pozici hitparády Billboard's Pop Albums chart.

## Seznam skladeb
1. „Good Times Bad Times“ (Bonham/Jones/Page) – 2:48
2. „Babe I'm Gonna Leave You“ (Bredon/Page/Plant) – 6:41
3. „Dazed and Confused“ (Page) – 6:27
4. „Communication Breakdown“ (Bonham/Jones/Page) – 2:29
5. „Whole Lotta Love“ (Bonham/Dixon/Jones/Page/Plant) – 5:34
6. „What Is and What Should Never Be“ (Page/Plant)– 4:44
7. „Immigrant Song“ (Page/Plant) – 2:25
8. „Since I've Been Loving You“ (Page/Plant/Jones) – 7:24
9. „Black Dog“ (Page/Plant/Jones) – 4:54
10. „Rock and Roll“ (Page/Plant/Jones/Bonham) – 3:41
11. „The Battle of Evermore“ (Page/Plant) – 5:52
12. „When the Levee Breaks“ (Page/Plant/Jones/Bonham/Memphis Minnie) – 7:08
13. „Stairway to Heaven“ (Page/Plant) – 8:02

## Obsazení
- Jimmy Page – akustická a elektrická kytara, producent
- Robert Plant – vokály a harmonika
- John Paul Jones – basová kytara, klávesy a mandolína
- John Bonham – bicí
- Sandy Denny – vokály u písně „The Battle of Evermore“